# Кампания „Трилион дървета“
Кампанията „Трилион дървета“ е проект, който има за цел да засади един трилион дървета по света. Учредена е в рамките на програмата на ООН за околната среда (UNEP). Тя се стреми да възстанови дърветата по света и да смекчи последствията от изменението на климата чрез природни средства. Проектът е представен на PlantAhead 2018 в Монако от училищната екологична инициатива Plant-for-the-Planet („Засадѝ за планетата“).
През есента на 2018 г. е публикуван официалният уебсайт на проекта с цел регистрация, наблюдение и даряване на дървета за проекти за залесяване по целия свят.
Кампанията е продължение на дейностите на по-ранната кампания „Милиард дървета“, инициирана от Уангари Маатаи, която основава движението „Зелен пояс“ в Африка през 1977 г.
Към 30 май 2021 г. в кампанията участват 164 проекта за възстановяване, а в световен мащаб са засадени 13,96 милиарда дървета (ок. 1,4 % от целта).

## История

### Кампанията „Милиард дървета“
Движението „Зелен пояс“ започва дейността си в Африка през 1977 г., като в крайна сметка засажда повече от 30 милиона дървета. Кампанията „Милиард дървета“ е вдъхновена от носителката на Нобелова награда за мир Уангари Маатаи, основателка на движението „Зелен пояс“. Когато изпълнителен директор в Съединените щати казва на Маатаи, че тяхната корпорация планира да засади един милион дървета, нейният отговор е: „Това е чудесно, но това, от което наистина се нуждаем, е да засадим един милиард дървета“.
Проектът стартира през 2006 г. от Програмата на ООН за околната среда под патронажа на принца на Монако Албер II и Световния център по агролесовъдство като отговор на предизвикателствата на изменението на климата, както и на по-широк спектър от предизвикателства, свързани с устойчивостта – от водоснабдяването до загубата на биологично разнообразие, и постига първоначалната цел да засади един милиард дървета през 2007 г. Милиардното дърво, известно като африканска маслина, е засадено в Етиопия през ноември 2007 г. През 2008 г. целта на кампанията е увеличена на 7 милиарда дървета – цел, която е постигната три месеца преди конференцията за изменението на климата, която се провежда в Копенхаген, Дания, през декември 2009 г.
Двумилиардното дърво пуска корени в рамките на инициативата на ООН за агролесовъдство, част от Световна програма по прехраната. Впоследствие целта на кампанията е увеличена на седем милиарда дървета. През 2009 г. Програмата на ООН за околната среда (UNEP) мобилизира действия в целия свят чрез кампанията „Twitter за дърветата“. UNEP обещава да засади по едно дърво за всеки последовател, който се присъедини от 5 май 2009 г., преди Световния ден на околната среда на 5 юни 2009 г. Кампанията е успешна, като до Световния ден на околната среда страницата е посетена от 10 300 души.
Световната организация на скаутското движение също засажда дръвчета в рамките на кампанията, в съответствие с мандата си да изучава и защитава природата в няколко държави. Мироопазващите мисии на ООН също се присъединяват към кампанията и засаждат дръвчета в рамките на своите полеви мисии в Източен Тимор, Кот д'Ивоар, Дарфур, Ливан, Хаити, Конго и Либерия и др.

### След кампанията
Феликс Финкбайнер, 14-годишно момче от Германия, се обръща към ООН с реч при откриването на Международната година на горите 2011, в която казва: „Сега е време да работим заедно. Обединяваме силите си, стари и млади, богати и бедни, и заедно можем да засадим един трилион дървета. Можем да започнем кампанията „Трилион дървета“. През декември 2011 г., след като са засадени повече от 12 милиарда дървета, UNEP официално предава управлението на програмата на ръководената от младежи организация с нестопанска цел „Засадѝ за планетата“ (организация, която участва в кампанията „Милиард дървета“ от 2007 г.) със седалище в Тутцинг, Германия. Оттогава импулсът продължава, като 40 000 млади посланици разпространяват посланието в над 100 държави.
През 2015 г. изследователят еколог Том Кроутър установява, че в света има около 3 трилиона дървета, а по-късно е изчислено, че засаждането на още 1,2 трилиона дървета ще позволи да се компенсират 10 години антропогенни емисии на CO2.
През 2017 г. кампанията за засаждане на дървета в Пакистан възстановява 350 000 хектара гори.
На 9 март 2018 г. декларацията за трилиона дървета е подписана на Грималди Форум в Монако. Сред подписалите са принцът на Монако Албер II, Гялванг Друкпа, министърът на външните работи на Мексико Патрисия Еспиноса и в сътрудничество със WWF, WCS и BirdLife International.
През септември 2019 г. приложението Plant-for-the-Planet е пуснато под лиценз с отворен код. То позволява на потребителите да регистрират засадените от тях дървета или да засаждат дървета, като правят дарения на различни организации за засаждане на дървета по света. Фондацията не получава комисиони за даренията, направени чрез кампанията.

### Инициативата „Един трилион дървета“
На проведения през 2020 г. в Давос Световен икономически форум е обявено създаването на платформата на инициативата „Един трилион дървета“ за правителствата, бизнеса и гражданското общество, която да осигури подкрепа за Десетилетието на ООН за възстановяване на екосистемите (2020 – 2030 г.), ръководено от UNEP и ФАО. Участникът във форума Доналд Тръмп, тогавашен президент на Съединените щати, обявява, че правителството на САЩ ще се ангажира с инициативата.